# Hugo Marques
Hugo Marques, właśc. Hugo Miguel Barreto Henriques Marques (ur. 15 stycznia 1986 w Fão) – piłkarz angolski grający na pozycji bramkarza. Od 2016 roku jest zawodnikiem klubu Atlético Petróleos de Luanda.

## Kariera klubowa
Hugo Marques urodził się w Portugalii, w rodzinie angolskich imigrantów. Swoją karierę piłkarską rozpoczął w szkółce FC Porto. W 2005 roku awansował do rezerw Porto i grał w nich w sezonie 2005/2006. Następnie w sezonie 2006/2007 był zawodnikiem dwóch amatorskich klubów, AC Vila Meã, a następnie CF União de Lamas. W 2007 roku został piłkarzem Gil Vicente FC. W 2009 roku był na krótko wypożyczony do FC Tirsense.
W 2011 roku Hugo Marques przeszedł do angolskiego Kabuscorp z Luandy. Następnie grał w Primeiro de Agosto, a potem wrócił do Kabuscorpu. W 2016 roku odszedł do portugalskiego Sportingu Covilhã, grającego w drugiej lidze. W latach 2017–2021 był zawodnikiem SC Farence, a w latach 2021–2022 Cape Town City FC. W 2022 przeszedł do Atlético Petróleos de Luanda.

## Kariera reprezentacyjna
W reprezentacji Angoli Hugo Marques zadebiutował w 2011 roku. W 2012 roku został powołany do kadry na Puchar Narodów Afryki 2012.
W swojej karierze Hugo Marques grał również w reprezentacji Portugalii U-17. W 2003 roku wystąpił z nią na mistrzostwach świata U-17.